# Erste Bank Open 2013
Erste Bank Open 2013 — тенісний турнір, що проходив на кортах з твердим покриттям у місті Відень, Австрія з 14 жовтня. Належав до категорії ATP World Tour 250, був турніром серії Vienna Open 2013 року.

## Фінальна частина

### Одиночний розряд
Томмі Гаас —  Робін Гаасе 6–3, 4–6, 6–4

### Парний розряд
Флорін Мерджа /  Лукаш Росол —  Деніел Нестор /  Юліан Ноул 7–5, 6–4